# Cyathostoma cacatua
Cyathostoma cacatua är en rundmaskart som först beskrevs av Blanchard 1849.  Cyathostoma cacatua ingår i släktet Cyathostoma och familjen Syngamidae. Inga underarter finns listade i Catalogue of Life.